# Det strålar en stjärna (musikalbum)
Det strålar en stjärna är ett julalbum med kristna sånger från 1997 av Göteborgs Gosskör.

## Låtlista
1. Hosianna Davids son
2. Dotter Sion
3. Advent
4. Nu är advent
5. Gören Portarne höga
6. Bereden väg för Herran
7. Den heliga staden
8. Gläd dig du Kristi brud
9. När det lider mot jul
10. Ett barn är fött på denna dag
11. Deck the Hall
12. King Jesus Hath a Garden
13. Ej upplysta gårdar
14. A la nanita
15. Christmas Night
16. O du saliga
17. Nativity Carol
18. Giv mig en glans
19. Gläns över sjö och strand

## Medverkande
- Göteborgs Gosskör — sång
- Fredrik Sixten — dirigent
- Olle Persson — solist
- Torbjörn Widfeldt — Orgel